# Gnaphosa chola
Gnaphosa chola är en spindelart som beskrevs av Vladimir I. Ovtsharenko och Yuri M. Marusik 1988. Gnaphosa chola ingår i släktet Gnaphosa och familjen plattbuksspindlar. Inga underarter finns listade i Catalogue of Life.